# Кастел Сант Анђело
Кастел Сант Анђело или Хадријанов маузолеј (итал. Castel Sant'Angelo, Mausoleo di Adriano) је споменик у Риму на десној обали Тибра. Налази се у близини Ватикана и са њиме је повезан утврђеним ходником. Кастел је више пута архитектонски измењен у доба средњег века и ренесансе. 
Маузолеј је изграђен у годинама 130-139. нове ере. Изградио га је архитекта Деметријано као гробницу цара Хадријана и његове породице. У њему су сахрањени цар Хадријан, његова жена Вибија Сабина, цар Антонин Пије, његова жена 	Фаустина и троје њихове деце, Луције Елије, цар Комод, цар Марко Аурелије и његово троје деце, цар Септимије Север, његова жена Јулија Домна и њихова деца, цареви Гета и Каракала.

Ова грађевина је постала војна твђава 401. Урне и пепео императора су уништили Визиготи 410. током пљачке Рима. Декоративна бронза и камене статуе су бачене из маузолеја 537. на Готе кои су опседали Рим, о чему сведочи историчар Прокопије.   
Касније је тврђава добила име Арханђела Михаила, што се повезује са захвалношћу за крај епидемије куге, али није извесно када се то догодило. Папе су касније користиле Кастел Сант Анђело као резиденцију, тврђаву и затвор. Од 1906. кастел је музеј. 